# 34823 Lillipetersen
34823 Lillipetersen è un asteroide della fascia principale. Scoperto nel 2001, presenta un'orbita caratterizzata da un semiasse maggiore pari a 2,3247196 au e da un'eccentricità di 0,1064606, inclinata di 6,11357° rispetto all'eclittica.